# Arc 1800
Arc 1800 is een skidorp in het Franse wintersportgebied Les Arcs, deel van Paradiski. Het bevindt zich op het grondgebied van de gemeente Bourg-Saint-Maurice in het departement Savoie. Arc 1800 strekt zich zo'n 1,8 kilometer uit op een brede noordwest-georiënteerde flank van de Tarentaisevallei, tussen 1620 en 1800 meter boven zeeniveau. Het bestaat uit de wijken Charvet, Chantel, Villards en Charmetogger. Ten noorden van Arc 1800 ligt Arc 1600, ten zuidwesten Vallandry en Plan Peisey.
Arc 1800 werd in 1974 geopend als het tweede skidorp van Les Arcs. Het werd ontwikkeld als een skidorp van wat in Frankrijk de 'derde generatie' wordt genoemd: uit het niets ontstaan, rationeel en pragmatisch opgebouwd volgens modernistische recepten, met vrij spel voor de ontwikkelaar. Sindsdien is het uitgegroeid tot het grootste skidorp van Paradiski en het commerciële hart van Les Arcs, met bijna 20.000 bedden en zo'n 130 handels- en horecazaken. In Arc 1800 is een hulpgemeentehuis van Bourg-Saint-Maurice gevestigd.
Het geheel kreeg, net zoals Arc 1600, van het Franse ministerie van Cultuur het label Patrimoine du xxe siècle.

## Fotogalerij

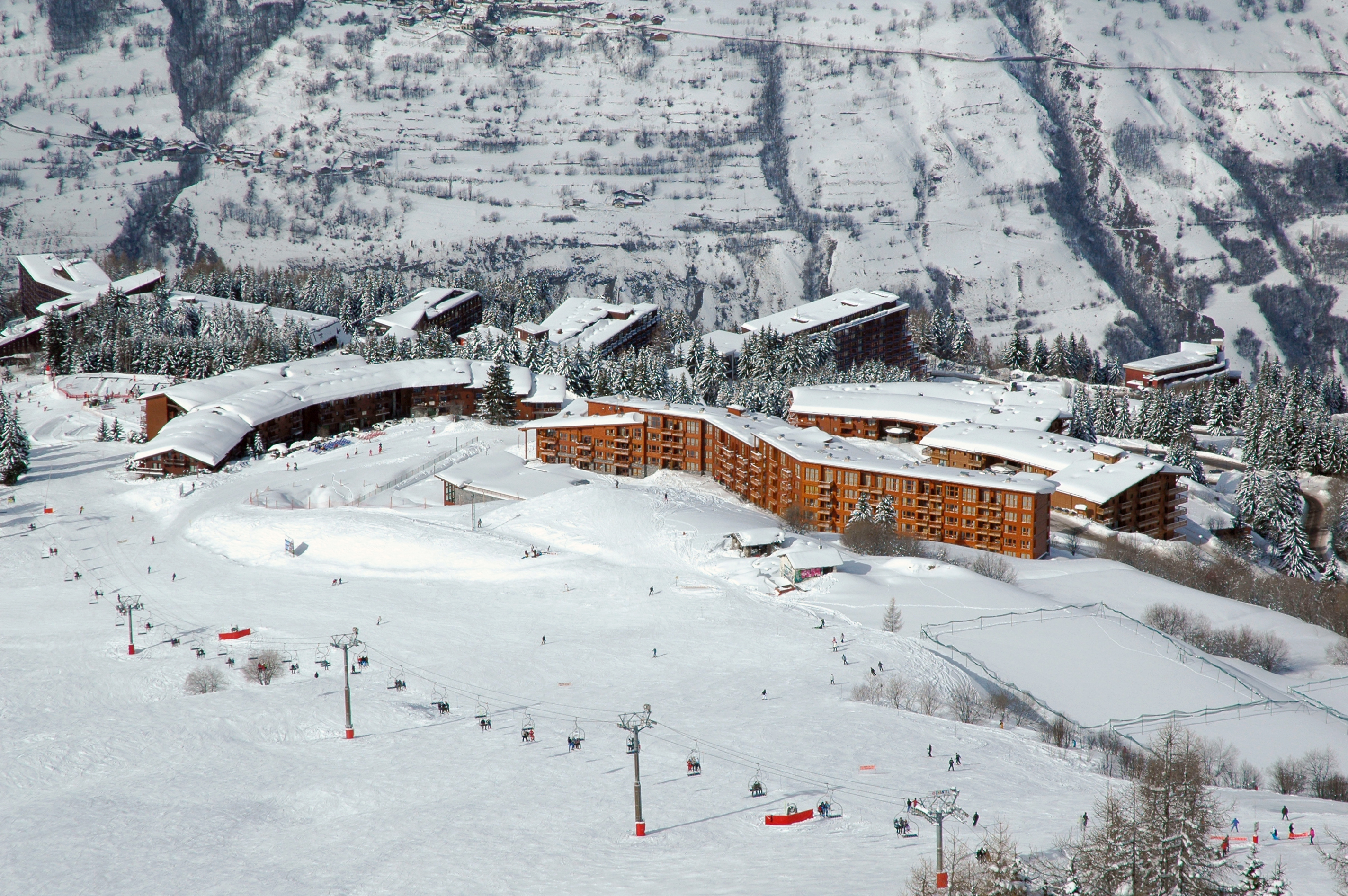
De wijk Chantel
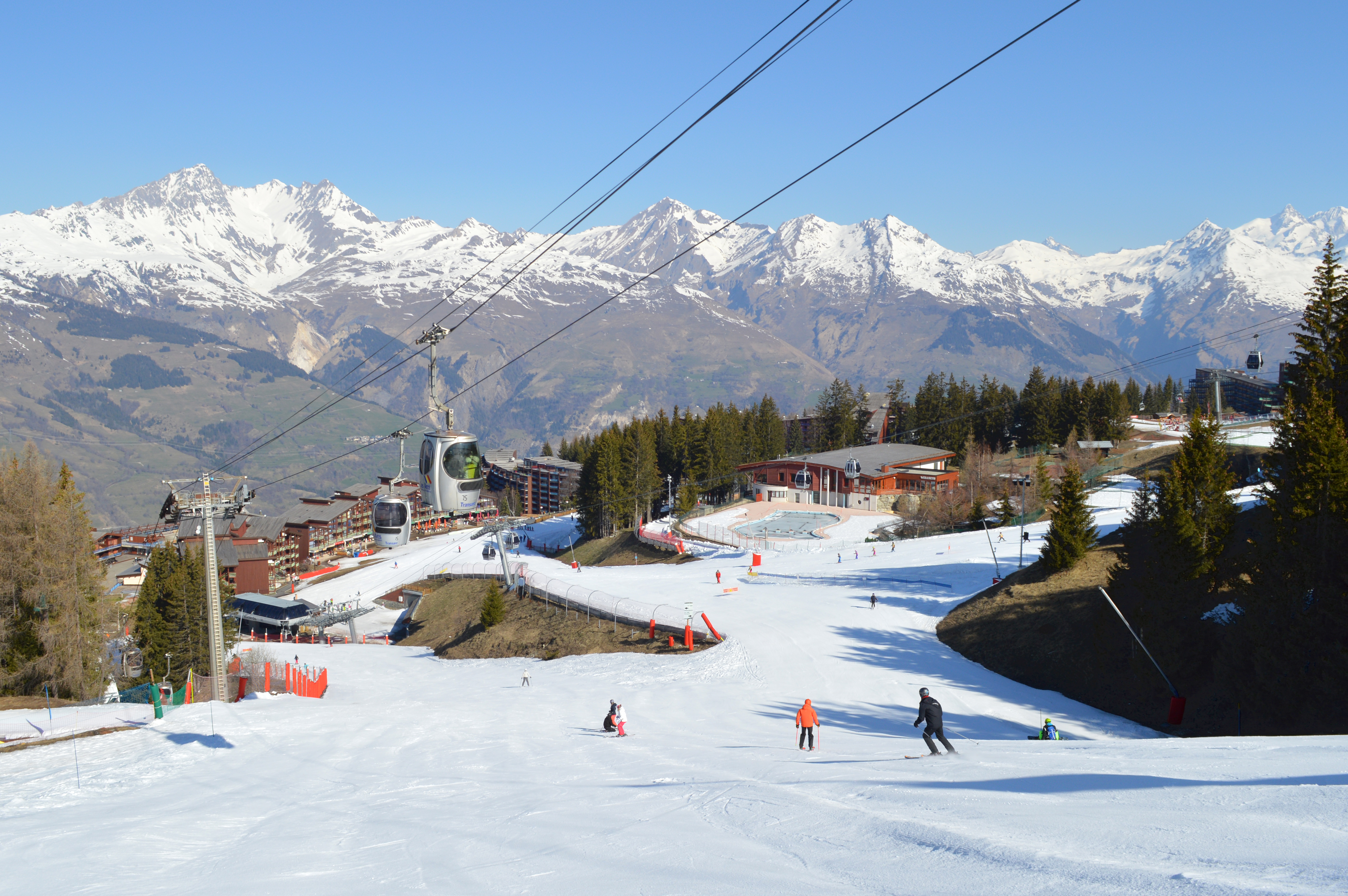
De wijk Les Villards
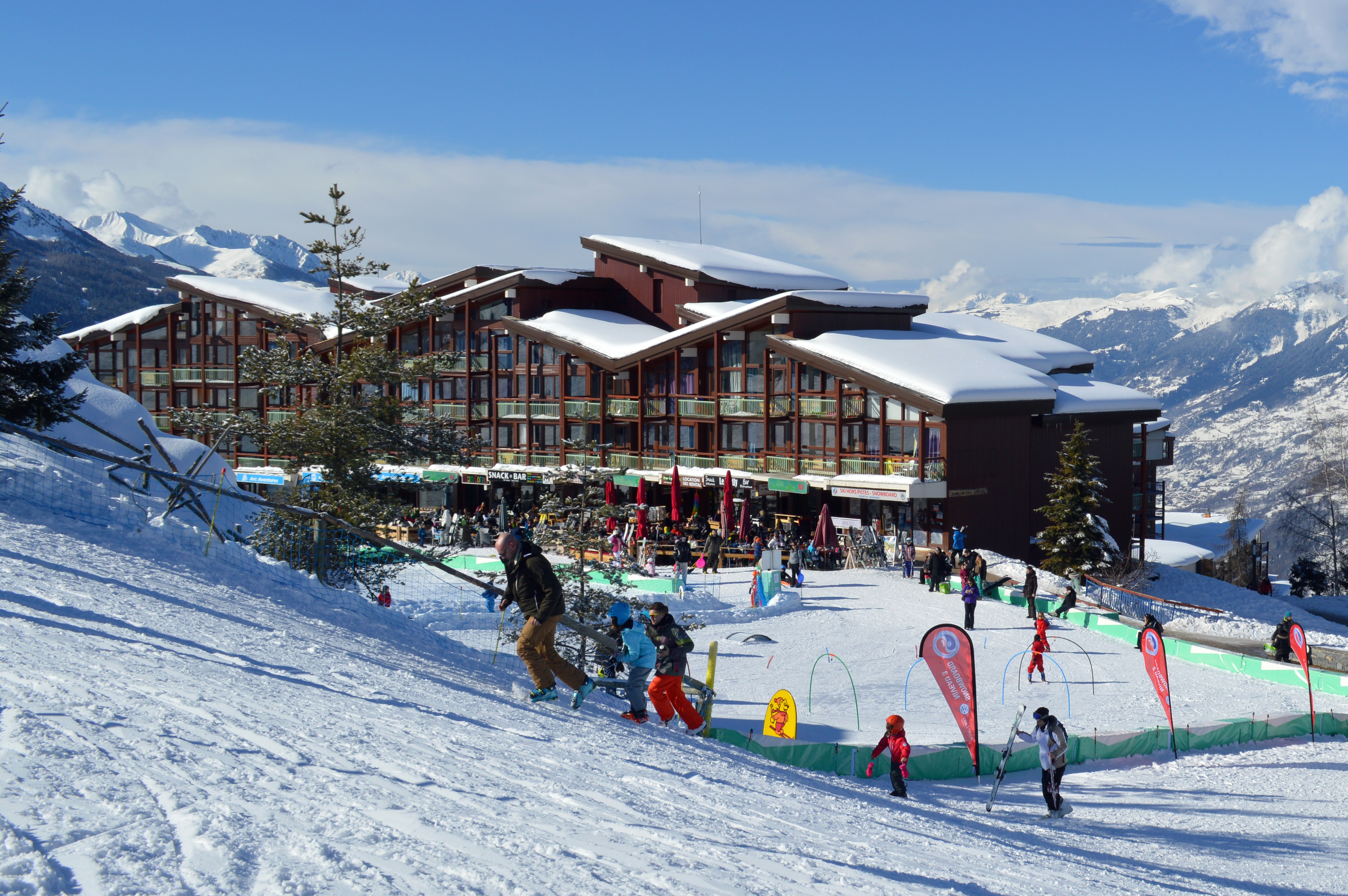
Het Tournavelles-complex in Les Villards
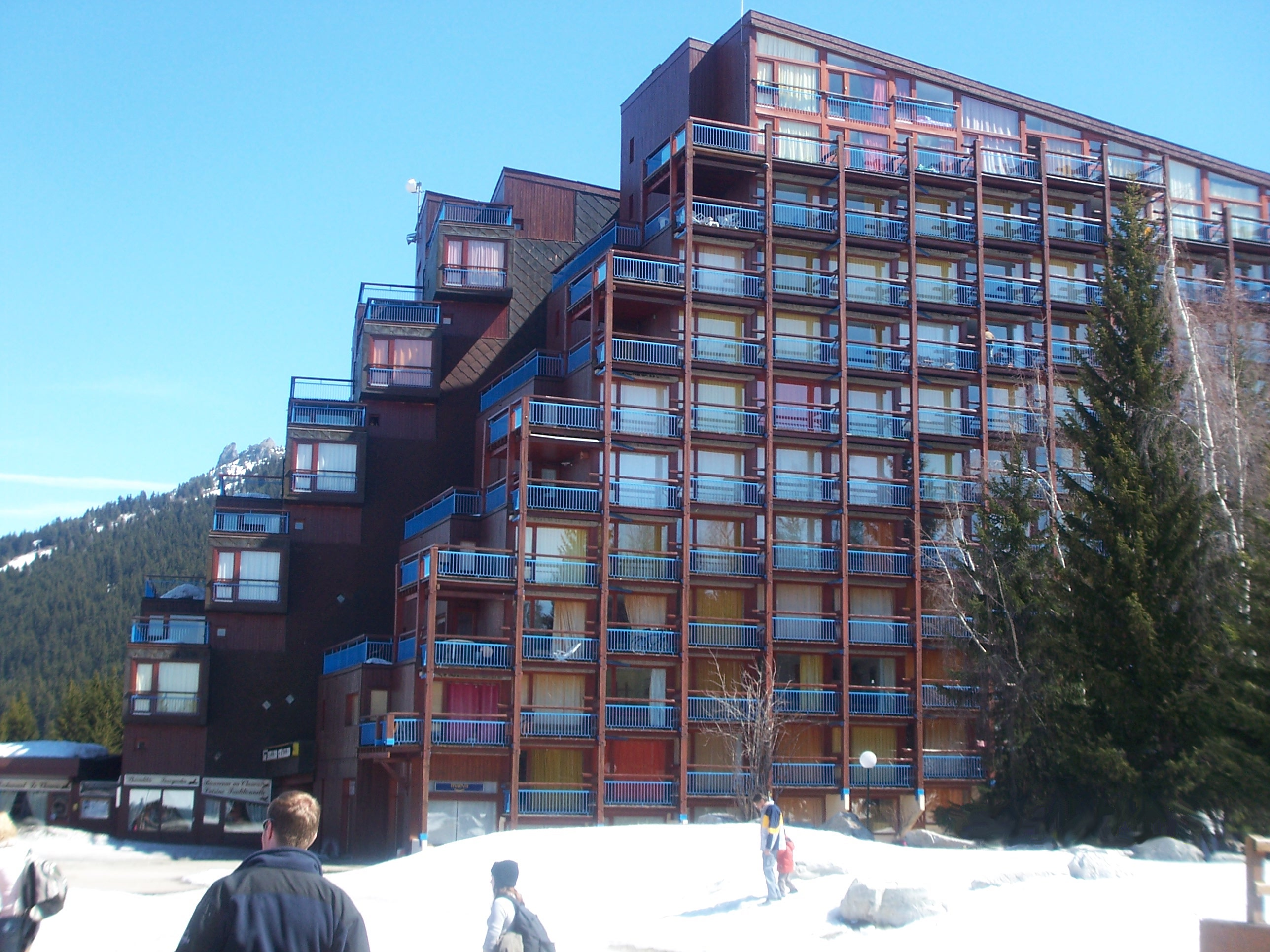
Modernistische appartementen ontworpen door Charlotte Perriand
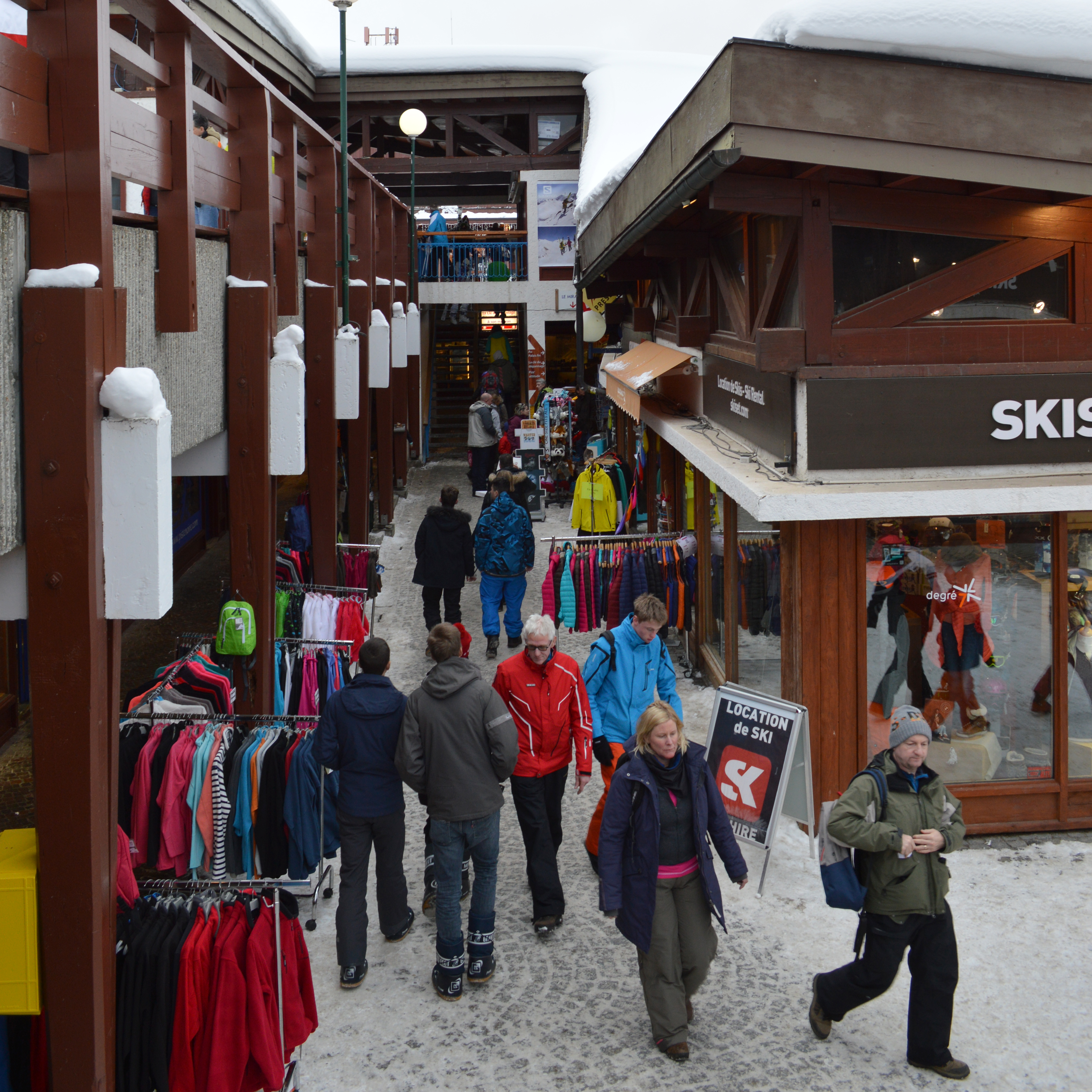
Winkelstraat in de Charvet-wijk
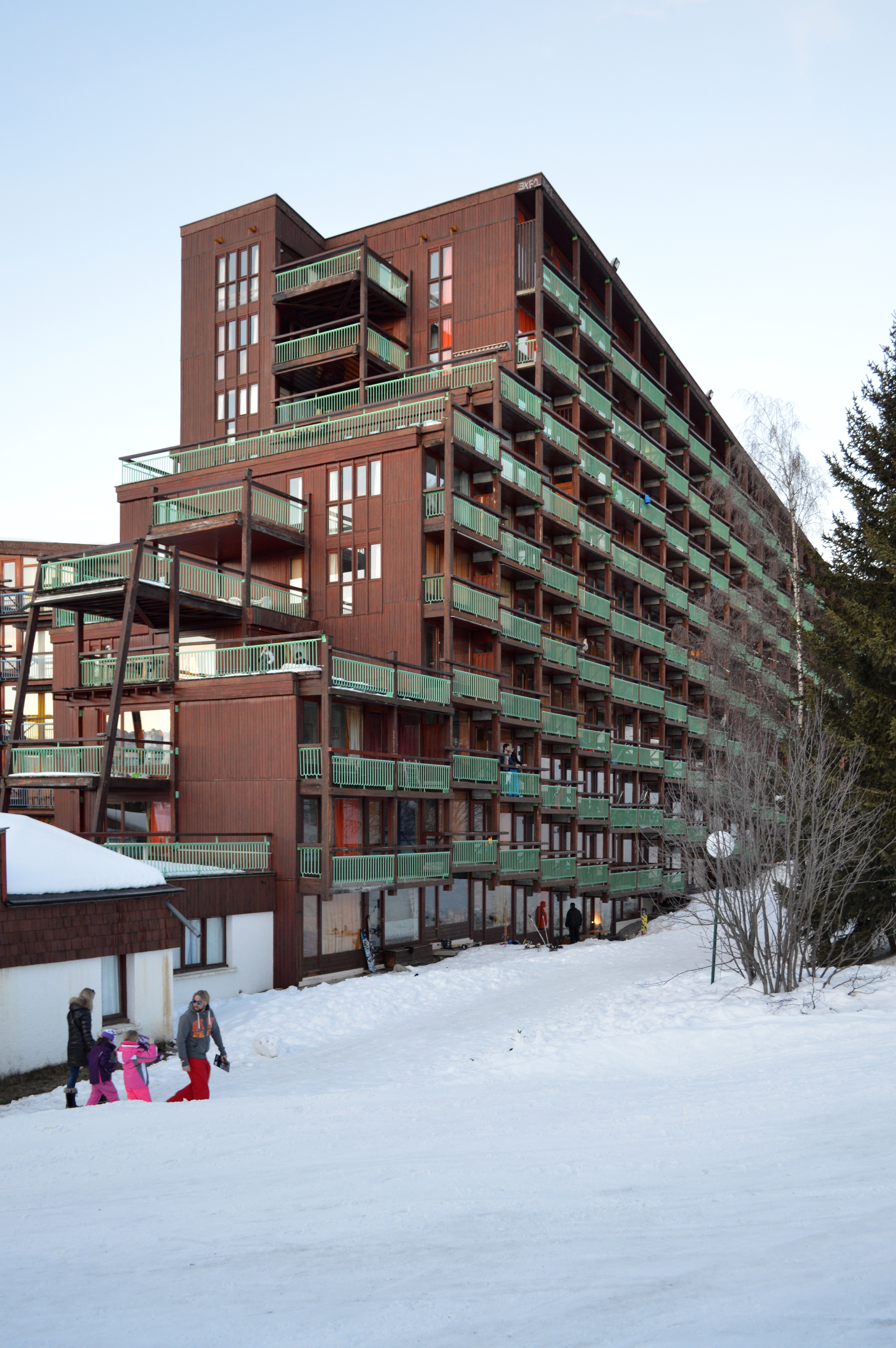
Modernistische hoogbouw